# Жирарде, Шарль-Самуэль
Шарль-Самуэль Жирарде (фр. Charles Samuel Girardet; 24 ноября 1780, Ле-Локль, Невшатель, Швейцария — 16 января 1863, Версаль) — швейцарский рисовальщик, гравёр и литограф академического направления. Большую часть своей жизни провёл в Париже.

## Биография
Шарль-Самуэль родился в семье Самуэля Жирарде (1730—1807), книготорговца и издателя, и Мари-Анны, урождённой Буркен. Его братья и сёстры, Абрахам, Абрахам-Луи, Александр и Жюли (1769—1817), также стали художниками-гравёрами.
Братья Жирарде вместе учились гравированию. В 1805 году Шарль-Самуэль отправился в Париж, чтобы присоединиться к Абрахаму, который оказал ему финансовую поддержку, необходимую для завершения обучения и начала работы. В 1812 году Шарль-Самуэль познакомился с новой тогда техникой литографии и проиллюстрировал «Историю Библии» Иоганна Хюбнера. В 1813 году он вернулся в родной город и работал там до 1822 года.
В 1823 году Шарль-Самуэль снова приехал в Париж, где проводил исследования в области гравировки рельефов на камне. В 1831 году он был награждён золотой медалью «Национального общества поощрения промышленности» (Société d’encouragement à l’industrie nationale) за применение литографии в области типографики.
Шарль-Самуэль Жирарде был первым учителем Луи-Леопольда Робера. Его сыновья Шарль (Карл) (1813—1871), Эдуард (1819—1880) и Поль (1821—1893) также стали живописцами, рисовальщиками и гравёрами.

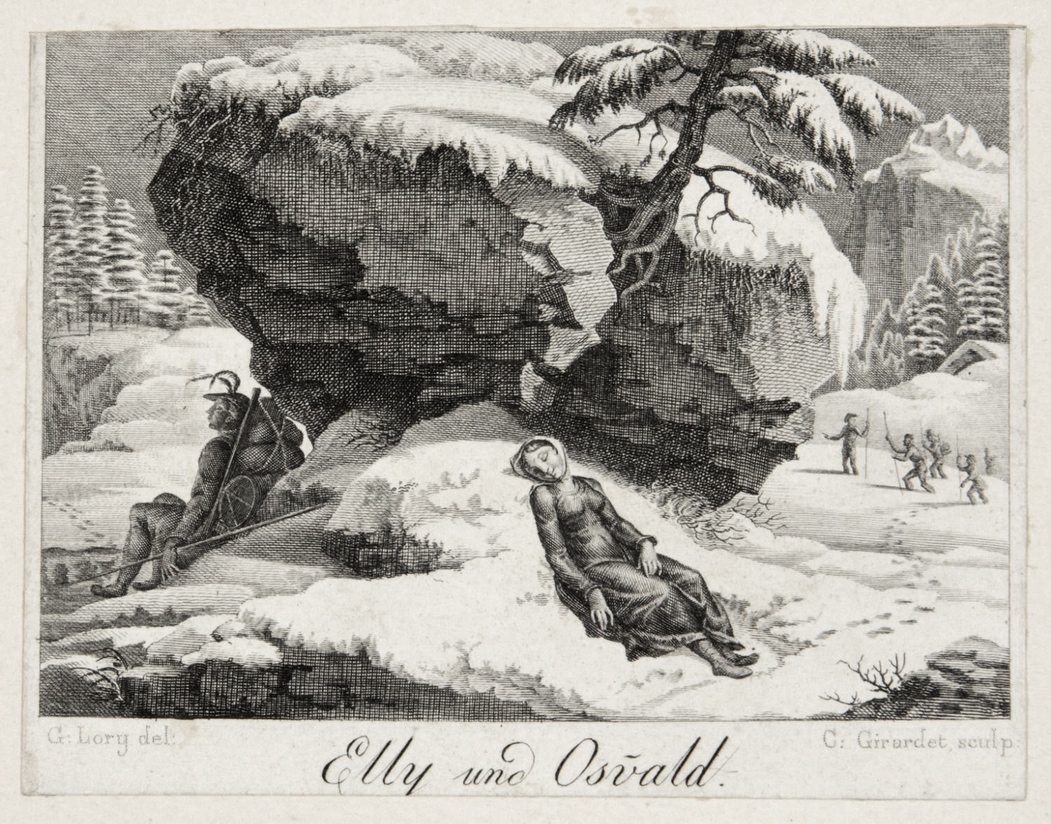
Элли и Освальд. До 1863. Офорт
Вильгельм Телль в Кюсснахте. 1820. Литография
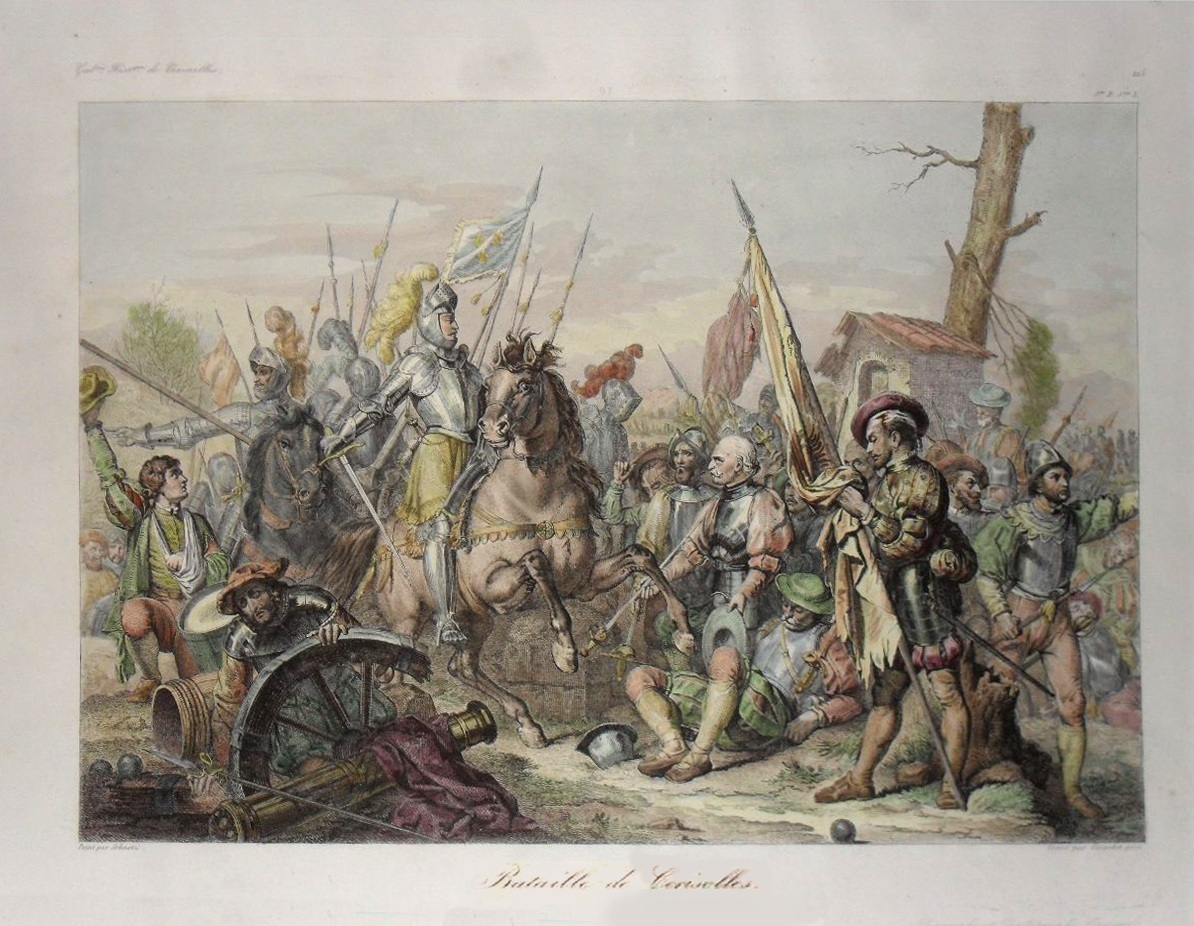
Битва при Черезоле. До 1863. Хромолитография
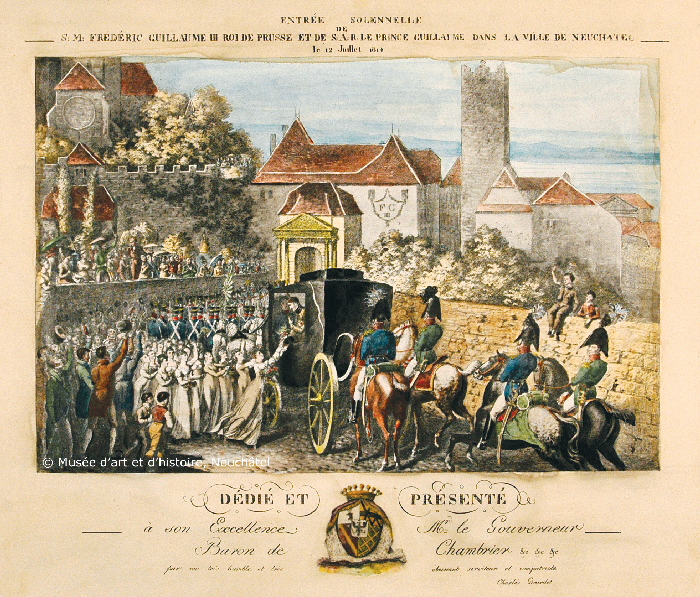
Торжественный въезд Его Величества Фридриха Вильгельма III, короля Пруссии. 1814. Хромолитография